# 272-es pont barlangja
A 272-es pont barlangja a Duna–Ipoly Nemzeti Park területén lévő Pilis hegységben, a Majdán-hegyen található barlang.

## Leírás
Pomáz külterületén, a Csobánka közelében lévő Majdán-hegy 271,3 m tszf. magasságban található csúcsától 250°-ra 25 m-re, a csúcstól 7 m-rel lejjebb, szépen karrosodott dachsteini mészkősziklák között van a bejárata. A barlang boltíves, kőfülkeszerű előteréből szűk, korróziós kúszójárat indul enyhén lejtve befele. Nincsenek képződményei, kitöltése humusz és avar. A 2 m hosszú barlang felszerelés nélkül járható és jelentéktelen továbbkutatás szempontjából.
1984-ben volt először 272-es pont barlangja néven nevezve a barlang az irodalmában. Előfordul a barlang az irodalmában 272. alatti barlang (Kordos 1971), 272. pont barlangja (Kordos 1971), 272 pont barlangja (Kárpát 1990) és Majdán-hegyi-üreg (Kárpát 1990) neveken is.

## Kutatástörténet
A Szpeleológia Barlangkutató Csoport 1970. évi jelentésében az olvasható, hogy a 272. pont barlangja nevű barlangnak 272. alatti barlang (Szenthe 1969) a névváltozata. A barlang az Oszoly csúcsától DK-re 1130 m-re található 272 m magas pont DNy-i oldalában, közvetlenül a csúcs alatt helyezkedik el. A pár méter hosszú barlang dachsteini mészkőben jött létre. Ásványos kitöltés nincs benne. 1969-ben Szenthe István találta meg a barlangot. Az 1975. évi MKBT Beszámolóban publikálva lett az 1970. évi jelentés barlangra vonatkozó része. Azzal a kiegészítéssel, hogy a barlang nincs felmérve. A kiadványban van egy helyszínrajz, amelyen a Csúcs-hegy és az Oszoly barlangjainak földrajzi elhelyezkedése látható. A rajzon megfigyelhető a 272. pont barlangja földrajzi elhelyezkedése.
A Bertalan Károly által írt, 1976-ban befejezett kéziratban az olvasható, hogy a Pilis hegységben, a Kevély-csoportban, Budakalászon helyezkedik el A 272-es pont barlangja. Az Oszoly csúcsától DK-re, 1130 m-re lévő 272 m magasságú pont DNy-i oldalán, közvetlenül a csúcs alatt van a barlang bejárata. Néhány méter hosszú barlang. A kézirat barlangot ismertető része 1 kézirat alapján lett írva. Az 1984-ben napvilágot látott, Magyarország barlangjai című könyv országos barlanglistájában szerepel a Pilis hegység barlangjai között a barlang 272-es pont barlangja néven. A listához kapcsolódóan látható a Dunazug-hegység barlangjainak földrajzi elhelyezkedését bemutató 1:500 000-es méretarányú térképen a barlang földrajzi elhelyezkedése.
1990-ben Kárpát József rajzolta meg a Majdán-hegyi-üreg (272 pont barlangja) alaprajz térképét és keresztmetszet térképét. A térképeken 1:50 méretarányban van bemutatva a barlang. A Kárpát József által 1991-ben írt összeállításban meg van említve, hogy a Majdán-hegyi üreg (Pomáz) 2 m hosszú és 0 m mély. 1997. májusban Kraus Sándor rajzolt helyszínrajzot, amelyen a Csúcs-hegy barlangjainak földrajzi elhelyezkedése van ábrázolva. A rajzon látható a 272-es névvel jelölt barlang földrajzi elhelyezkedése. Kraus Sándor 1997. évi beszámolójában az olvasható, hogy 1997 előtt is ismert volt a 272-es pont barlangja, amelynek volt már térképe 1997 előtt. A jelentésbe bekerült az 1997-es helyszínrajz.

## További irodalom
- Szenthe István: Karsztjelenségek és képződményeik fejlődéstörténete a Nagy-Kevély környékén. Egyetemi szakdolgozat. Kézirat. Budapest, 1969.